# Orizaba

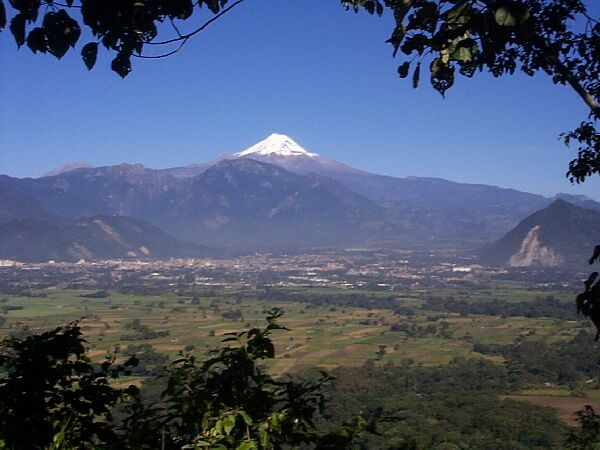
Orizaba-dalen sedd från söder. Orizaba på medellångt avstånd. Pico de Orizaba i bakgrunden.

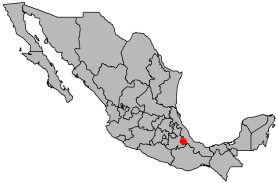
Stadens läge i Mexiko

Orizaba är en stad i Mexiko, och är belägen i delstaten Veracruz. 119 000 invånare i centralorten (2005); 374 000 invånare med förorter (2005).